# Zilvervloot

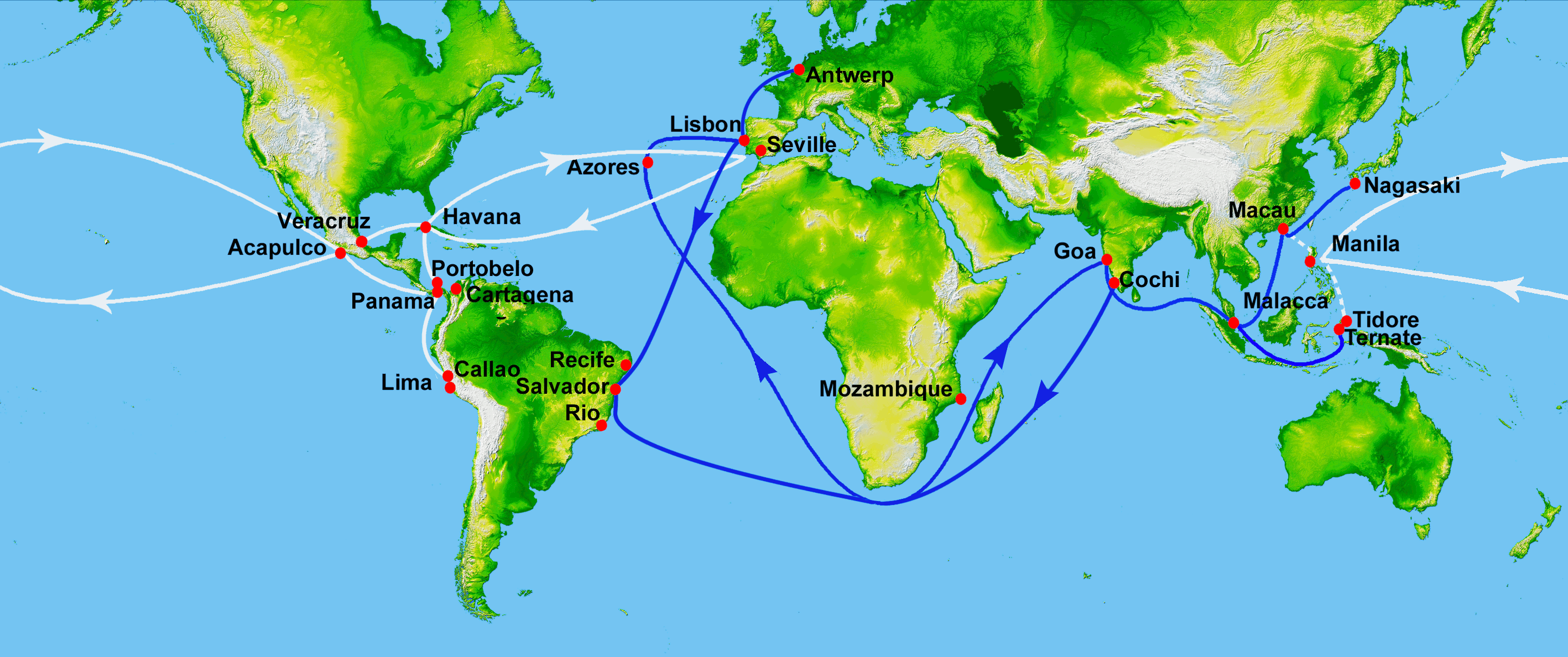
Internationale handelsroutes: wit zijn Spaanse routes en blauw van Portugal

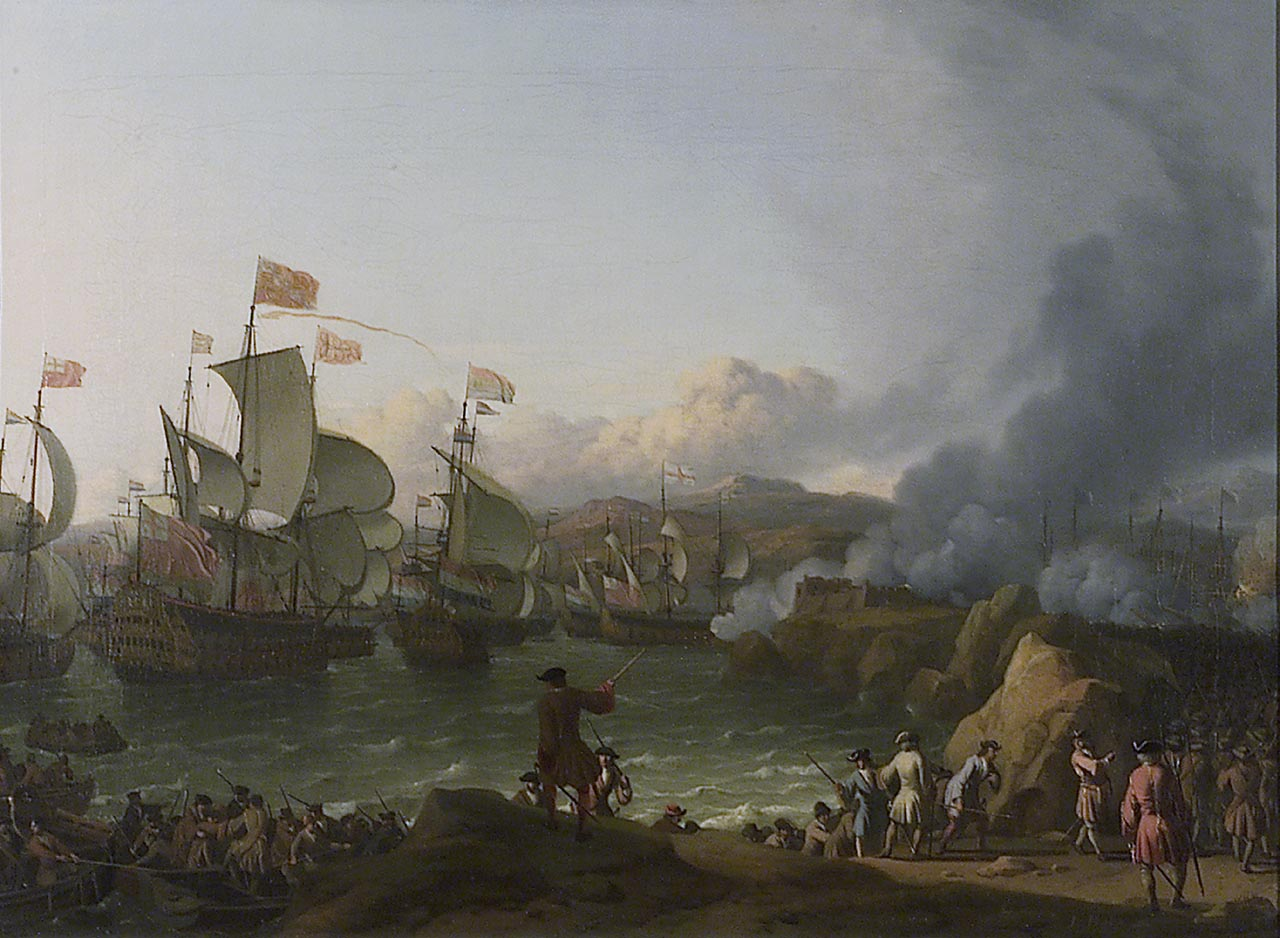
Gevecht om een Spaanse zilvervloot in de Baai van Vigo

De zilvervloot was in de 16e en 17e eeuw een jaarlijks konvooi van schepen, waarin kostbaarheden van de Spaanse koloniën in Amerika werden verscheept naar Spanje. In Nederland is de zilvervloot vooral bekend van de verovering ervan door Piet Hein in 1628.

## Hoofdroutes
Het scheepvaartverkeer tussen Spanje en de Nieuwe Wereld kende een jaarlijks terugkerend patroon. De schepen vertrokken vanuit Sanlúcar, bij Sevilla, in de maand mei. Via de Monapassage bereikten ze de Caraïbische Zee. Hier splitste de vloot, maar het grootste deel voer verder naar Veracruz in Mexico. In augustus vertrok een tweede vloot uit Spanje. Zij voeren een meer zuidelijke koers en kwamen via de Kleine Antillen de zee binnen. De meeste schepen hadden Nombre de Dios als eindbestemming. Hier werden de Spaanse goederen uitgeladen en werd het zilver geladen voor de thuisreis. De vloot vertrok naar Cartagena, hier was een beschutte en goed beveiligde baai waar de schepen proviand konden inslaan.
In januari vertrok de vloot uit Cartagena. Ze voeren naar het noordwesten en tussen Cuba en Yucatán bereikten ze de Golf van Mexico om af te meren in Havana. De vloot uit Veracruz had een kortere reis af te leggen en deze vertrok in februari om na ongeveer een maand aan te komen in Havana. De Baai van Havana bood een veilige ligplaats en de forten van de stad bewaakten de toegang. Hier werden noodzakelijk reparaties gedaan en proviand ingenomen. Voor de start van het orkaanseizoen, van 1 juni tot 30 november, vertrokken de schepen naar Spanje. De vloot nam eerst een noordelijke route tot ze de westenwind in de zeilen kregen die ze naar Spanje bracht.

## Zilvervloot

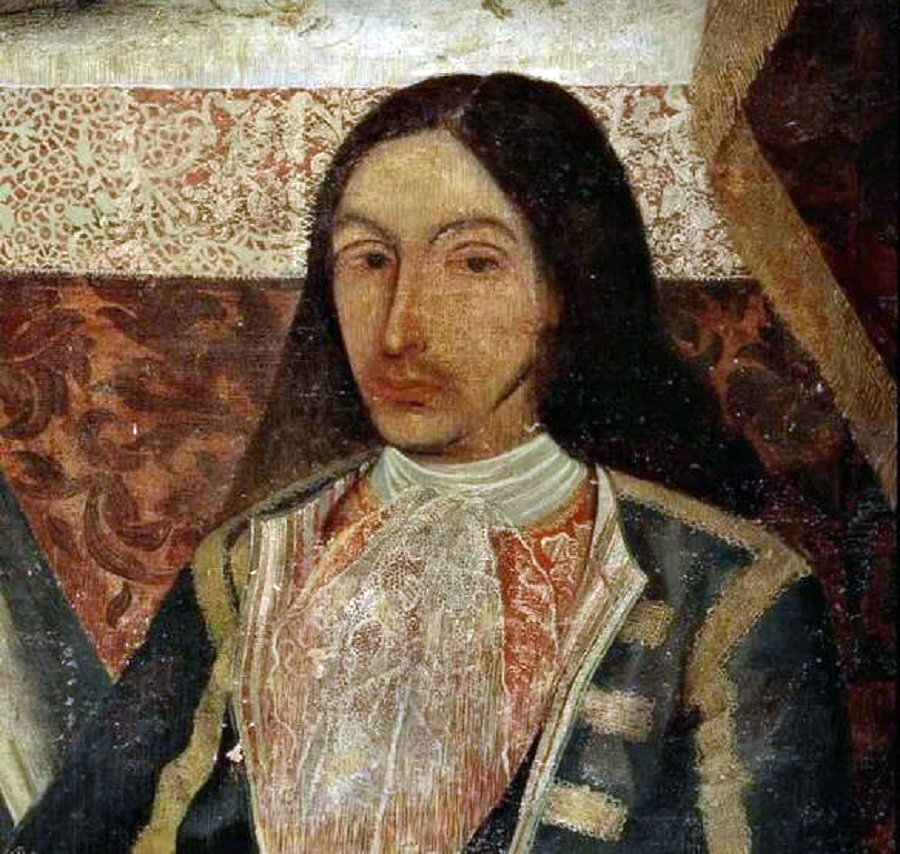
De Spanjaard Amaro Pargo, kaper en koopman, was begin 18e eeuw een bekende deelnemer aan de zilvervloten

De zilvervloot, of La Flota de Indias, bestond dus uit twee vloten. De ene vloot, de terra firma, kwam van de kust van Panama, waar zilver uit Potosí en andere waardevolle lading werd geladen die vanaf de Grote Oceaan eerst naar Panama-Stad en van daaruit met muildieren verder over de bergen van de Panamese landengte naar de oostkust was vervoerd naar Nombre de Dios. De andere vloot, de St-Jacobsvloot, kwam van Mexico (San Juan de Ulúa) en Honduras. In Havana werden de vloten bijeengevoegd om gezamenlijk naar Europa te varen.
Het konvooi werd vanaf 1526 georganiseerd vanuit Sevilla waar een handelsgilde, het Casa de Contratación, het privilege had op de handel van en naar Amerika. Vanaf 1543 was het verplicht dat alle zilverschepen zwaarbewapend waren. Meestal nam men daarvoor het nieuwe en wendbare galjoen-type. De waarde van het vervoerde zilver was gigantisch; eerst zo'n 12 miljoen dukaten per jaar, maar eind 16e eeuw groeiend tot 25 miljoen dukaten. De opbrengst vormde het leeuwendeel van de Spaanse koloniale winst en het zilver was de motor achter de wereldhandel op Azië. In 1595 werd Manilla de hoofdstad van de Filipijnen. De stad werd het centrum van de Spaanse trans-Pacifische handel. De Manillagaljoenen voeren beladen met zilver en andere edelmetalen van Acapulco naar Manilla, om daar specerijen, porselein, zijde en andere waardevolle goederen uit Zuidoost-Azië te kopen bedoeld voor de Europese markt.
Een dergelijke rijkdom trok allerlei piraten en kapers aan, maar het lukte hen maar zelden om iets te onderscheppen; gedurende het bestaan van het konvooisysteem zou maar zo'n vijf promille van de transportschepen in vijandelijke handen vallen. Een vroege en vasthoudende kaper was de Engelsman Francis Drake. In 1573 overviel hij het landtransport over de landengte van Panama en in 1578 onverwachts aan de westkust van Zuid-Amerika een klaarliggend zilverschip wegkaapte — waarna hij moest ontsnappen door de hele wereld rond te varen. In 1583 lag hij met een vloot in hinderlaag voor Sevilla, zij het zonder succes. De enige die ooit een hele deelvloot met zilver en al zou veroveren was Piet Hein.

## De zilvervloot van 1628
Piet Hein maakte namens de West-Indische Compagnie (WIC) in 1626 een plan om de zilvervloot te kapen, en de kostbaarheden naar de Republiek der Zeven Verenigde Nederlanden te verschepen. De Republiek was op dat moment verwikkeld in de Tachtigjarige Oorlog met Spanje. "Zeeroverij" in opdracht van een staat (kaapvaart) was in die jaren heel gebruikelijk en legaal. In 1624 probeerde Jacques l'Hermite een zilvervloot te veroveren voor de kust van Peru. Alhoewel de Nederlanders goed geïnformeerd waren, kwam hij enkele dagen te laat.
In 1627 pleegde Piet Hein twee kleinere kaperijen in Allerheiligenbaai, in september 1628 veroverde hij de zilvervloot in de Slag in de Baai van Matanzas (eiland Cuba). De andere vloot vertrok vanaf het huidige Venezuela. De halve vloot vanuit Venezuela was gewaarschuwd, en bleef buiten bereik. De buit bestond uit 177.000 pond zilver, 66 pond goud, 1.000 parels, 37.375 huiden, 361 kisten suiker, 3.000 zakken indigo en cochenille, kleinere partijen zijde, muskus, amber en bezoar en vele sieraden. De oorlog tegen Spanje kon er een jaar lang mee betaald worden. Schattingen over de huidige waarde van de buit lopen uiteen van € 100 miljoen op basis van de huidige zilverprijs en € 100 miljard op basis van wat er in die tijd met het geld gedaan kon worden. Stadhouder Frederik Hendrik en vlootvoogd Piet Hein kregen een fors aandeel in de buit. De kapiteins kregen een gering bedrag. Witte de With, een van de kapiteins, was daarover erg boos.
Het Beleg van Den Bosch door stedendwinger Frederik Hendrik is met geld van de zilvervloot gefinancierd. De WIC keerde dat jaar een record van 50% dividend uit. De vloot werd na een thuisreis die niet zonder moeilijkheden en incidenten verliep begin januari 1629 op de rede van Hellevoetsluis ontscheept. Per paard en wagen werd de buit in zeven dagen naar Amsterdam gebracht. De verovering van de zilvervloot was niet alleen een financiële, maar vooral ook een morele overwinning op de Spanjaarden. Merkwaardig is dat ook de bevolking van Madrid opgetogen was, omdat ze hun gehate regering deze nederlaag gunden.
In het jaar 1702 werd er door de Nederlanders opnieuw een zilvervloot gekaapt, ditmaal samen met de Engelsen. Dit gebeurde onder leiding van Philips van Almonde vlak voor de Spaanse kust in de Baai van Vigo. De opbrengst viel echter tegen omdat het meeste zilver al veilig aan land was gebracht.

## LiedDe Zilvervloot
De verovering van de zilvervloot was niet alleen een financiële, maar vooral ook een morele overwinning van de Republiek. Piet Hein werd in de negentiende eeuw (1844) geëerd met lied De zilvervloot, gecomponeerd door J.J. Viotta, dat tegenwoordig nog steeds gezongen wordt, zij het niet altijd met de tekst van J.P. Heije.

## Trivia
- Van 1958 tot 1991 was de Zilvervlootrekening de naam van een spaarvorm voor jongeren volgens de Jeugdspaarwet.